# 古德曼丘
69°27′S 158°43′E / 69.450°S 158.717°E
古德曼丘（英語：Goodman Hills）是南極洲的山丘，位於金賽角以南，處於帕泰爾諾斯特羅冰川和托米林冰川之間，全長20公里，該島峰根據美國地質調查局的測量和美國海軍的空中照片被繪入地圖。